# Niels Juister
Niels Juister (* 18. Dezember 1978 in Wittmund) ist ein deutscher Architekt und Denkmalpfleger.

## Ausbildung und Wirken
Juister absolvierte ein Studium der Architektur an der Universität Karlsruhe und das Aufbaustudium Denkmalpflege an der Universität Bamberg. Nach dem Volontariat im Niedersächsischen Landesamt für Denkmalpflege (NLD) arbeitete er zunächst in der unteren Denkmalschutzbehörde des Landkreises Leer. 2013 wechselte er zum NLD als Gebietsreferent in der Außenstelle Oldenburg. Zugleich nahm er Aufgaben in der Inventarisation der Kirchenorgeln wahr. Mit dem Ruhestand von Wiebke Dreeßen 2019 leitete er das Gebietsreferat Oldenburg der Abteilung Bau- und Kunstdenkmalpflege. Seit dem 1. Januar 2022 ist er als Nachfolger von Reiner Zittlau Leiter der neu strukturierten Abteilung Baudenkmalpflege im NLD. Juister war vom Sommersemester 2020 bis zum Sommersemester 2022 Lehrbeauftragter für Denkmalschutz/Denkmalpflege an der Jade Hochschule in Oldenburg.

## Schriften
- Die St.-Johannes-der-Täufer-Kirche Engerhafe, 2004 (Maschinenschr, schriftliche Hausarbeit, WS 2003/2004, Institut für Baugeschichte der Universität Karlsruhe TH).[2]
- (mit Veit-Carsten Deutschmann) Inventarisation der freistehenden, massiven, mittelalterlichen Glockentürme in Ostfriesland, 2005 (Maschinenschrift. Abschlussarbeit im Aufbaustudium Denkmalpflege der Universität Bamberg).[3]

- Instandsetzung des ehemaligen Wasserturms in der Geert-Bakker-Straße auf Borkum, in: Berichte zur Denkmalpflege in Niedersachsen, Jg. 35 (2015), Heft 2, S. 65 f.
- (mit Jana Esther Fries) Große Augen gemacht! Der Fund einer manieristischen Bauplastik am Schlossplatz in Varel, in: Oldenburger Jahrbuch, Bd. 115 (2015), S. 245 ff.
- Bauten von Fritz Höger im Gebiet von Weser-Ems, in: Berichte zur Denkmalpflege in Niedersachsen, Jg. 37 (2017), Heft 2, S. 116–118.
- Das Edo-Wiemken-Denkmal in Jever, in: Berichte zur Denkmalpflege in Niedersachsen, Jg. 37 (2017), Heft 2, S. 87–88.
- Statische Sicherung der renaissancezeitlichen Kassettendecke im Schloss zu Jever, in: Berichte zur Denkmalpflege in Niedersachsen, Jg. 37 (2017), Heft 3, S. 165–166.
- Ehemaliges Klinkerzentrum Bockhorn, in: Aufbruch – Architektur in Niedersachsen 1960–1980, Hrsg. Lavesstiftung, Jovis Verlag, Berlin 2017, S. 98–99.
- Kunsthalle Wilhelmshaven, in: Aufbruch – Architektur in Niedersachsen 1960–1980, Hrsg. Lavesstiftung, Jovis Verlag, Berlin 2017, S. 94–95.
- Die Herrnhuter Brüdergemeine in Neugnadenfeld, in: Berichte zur Denkmalpflege in Niedersachsen, Jg. 41 (2021), Heft 2, S. 56–63.